# Truttikon
Truttikon (toponimo tedesco) è un comune svizzero di 469 abitanti del Canton Zurigo, nel distretto di Andelfingen.

## Storia
Il comune è stato istituito nel 1879 per scorporo da quello di Trüllikon.

## Monumenti e luoghi d'interesse

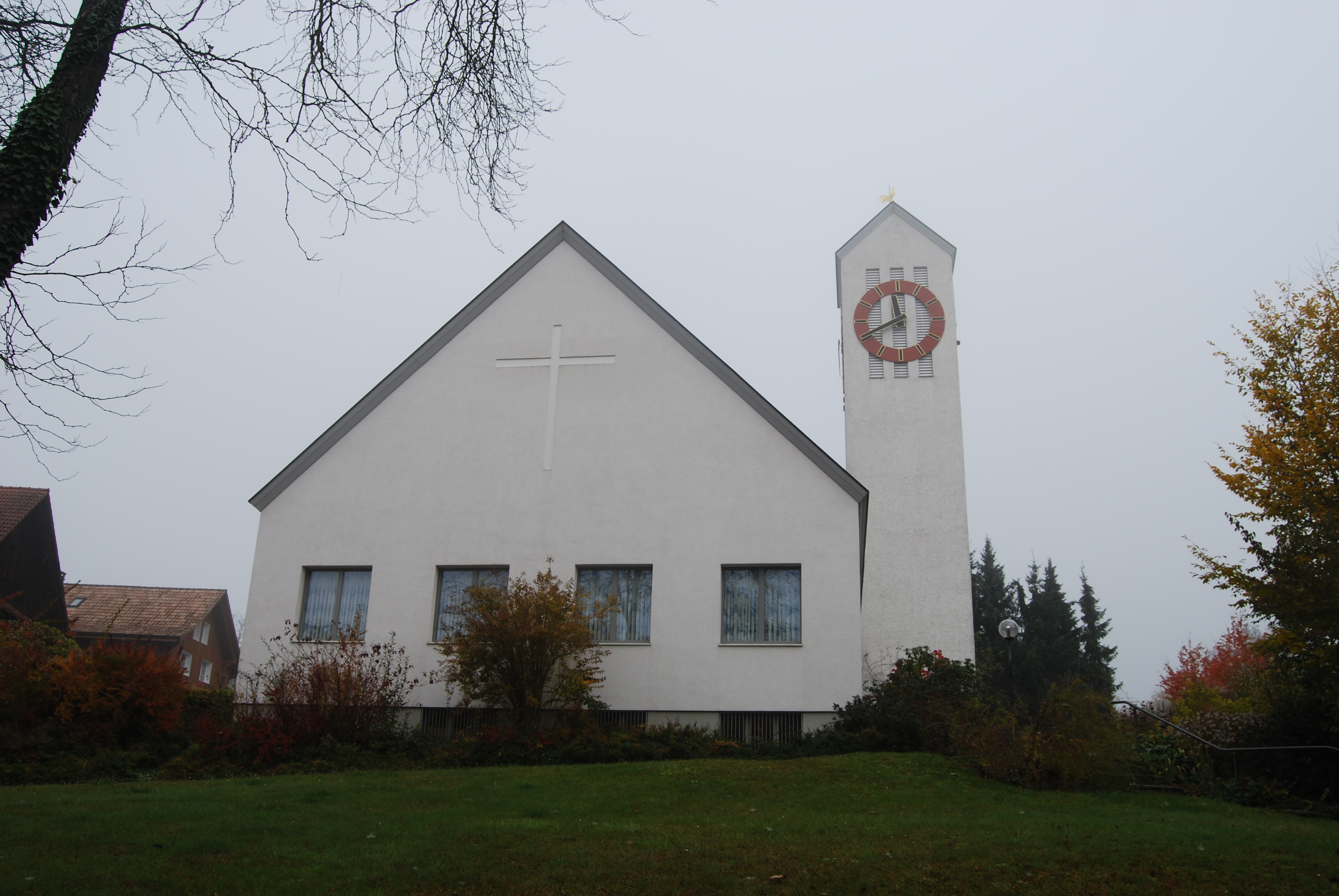
La chiesa riformata

- Chiesa riformata, eretta nel 1857 e ricostruita nel 1959-1960[1].

## Società

### Evoluzione demografica
L'evoluzione demografica è riportata nella seguente tabella:
Abitanti censiti

## Amministrazione
Ogni famiglia originaria del luogo fa parte del cosiddetto comune patriziale e ha la responsabilità della manutenzione di ogni bene ricadente all'interno dei confini del comune.